# Fontenois-lès-Montbozon
Fontenois-lès-Montbozon és un municipi francès situat al departament de l'Alt Saona i a la regió de Borgonya - Franc Comtat. L'any 2007 tenia 301 habitants.

## Demografia

### Població
El 2007 la població de fet de Fontenois-lès-Montbozon era de 301 persones. Hi havia 120 famílies, de les quals 36 eren unipersonals (24 homes vivint sols i 12 dones vivint soles), 36 parelles sense fills, 44 parelles amb fills i 4 famílies monoparentals amb fills.
La població ha evolucionat segons el següent gràfic:
Habitants censats

### Habitatges
El 2007 hi havia 135 habitatges, 126 eren l'habitatge principal de la família, 7 eren segones residències i 2 estaven desocupats. 117 eren cases i 16 eren apartaments. Dels 126 habitatges principals, 82 estaven ocupats pels seus propietaris, 40 estaven llogats i ocupats pels llogaters i 4 estaven cedits a títol gratuït; 2 tenien dues cambres, 21 en tenien tres, 35 en tenien quatre i 68 en tenien cinc o més. 109 habitatges disposaven pel capbaix d'una plaça de pàrquing. A 52 habitatges hi havia un automòbil i a 57 n'hi havia dos o més.

### Piràmide de població
La piràmide de població per edats i sexe el 2009 era:
| Homes | Edats   | Dones |
| ----- | ------- | ----- |
| 0     | 95 o +  | 0     |
| 0     | 90 a 94 | 0     |
| 8     | 85 a 89 | 4     |
| 8     | 80 a 84 | 12    |
| 4     | 75 a 79 | 8     |
| 12    | 70 a 74 | 4     |
| 0     | 65 a 69 | 8     |
| 0     | 60 a 64 | 4     |
| 8     | 55 a 59 | 0     |
| 8     | 50 a 54 | 4     |
| 8     | 45 a 49 | 4     |
| 12    | 40 a 44 | 16    |
| 16    | 35 a 39 | 8     |
| 4     | 30 a 34 | 12    |
| 4     | 25 a 29 | 8     |
| 24    | 20 a 24 | 8     |
| 16    | 15 a 19 | 20    |
| 8     | 10 a 14 | 20    |
| 12    | 5 a 9   | 4     |
| 4     | 0 a 4   | 12    |

## Economia
El 2007 la població en edat de treballar era de 187 persones, 148 eren actives i 39 eren inactives. De les 148 persones actives 140 estaven ocupades (84 homes i 56 dones) i 8 estaven aturades (8 dones i 8 dones). De les 39 persones inactives 15 estaven jubilades, 9 estaven estudiant i 15 estaven classificades com a «altres inactius».

### Ingressos
El 2009 a Fontenois-lès-Montbozon hi havia 128 unitats fiscals que integraven 333 persones, la mediana anual d'ingressos fiscals per persona era de 15.468 €.

### Activitats econòmiques
Dels 3 establiments que hi havia el 2007, 1 era d'una empresa de construcció, 1 d'una empresa de comerç i reparació d'automòbils i 1 d'una empresa de serveis.
L'únic servei als particulars que hi havia el 2009 era un electricista.
L'any 2000 a Fontenois-lès-Montbozon hi havia 13 explotacions agrícoles que ocupaven un total de 729 hectàrees.

## Equipaments sanitaris i escolars
El 2009 hi havia una escola elemental integrada dins d'un grup escolar amb les comunes properes formant una escola dispersa.

## Poblacions més properes
El següent diagrama mostra les poblacions més properes.